# Verholen
Verholen ist das Bewegen eines Wasserfahrzeuges über eine kurze Entfernung, auch ohne eigenen Antrieb wie Motor oder Segel. Hierbei wird das Wasserfahrzeug mit Trossen, Verholleinen, einem Anker oder Warpanker, einem Bootshaken oder durch Abstoßen von anderen Gegenständen wie anderen Schiffen oder Pfählen von Hand oder mittels Spill oder vor allem früher auch durch Staken von Hand von einem Standort zu einem anderen bewegt.
Vor dem Aufkommen von Dampfschleppern und Dampfwinden im 19. Jahrhundert geschah das Verholen durch die Kraft von Menschen oder Zugtieren und war eine anstrengende und mitunter gefährliche Tätigkeit. 
Verholen erfolgt zumeist in einem Hafen. Beispielsweise
- wechselt ein Schiff innerhalb eines Hafens von einem Liegeplatz zu einem anderen Liegeplatz,
- löscht ein Schiff an einem Kai Ladung und verholt dann zu einer anderen Stelle des Hafens, um dort zu bunkern,
- wird ein Schiff in ein Dock oder aus einem Dock verholt,
- wird ein Schiff über Bug oder Heck gedreht
- oder von Land aus per Hand, Pferd oder Fahrzeug getreidelt.
- Segelschiffe werden bei auflandigem Wind an einen anderen Platz verholt, wo der Wind günstiger ist zum Ablegen.

In Häfen der Berufsschifffahrt fallen beim Verholen ähnlich wie beim An- oder Ablegen Gebühren an. Genau wie alle anderen Bewegungen müssen auch Verholungen beim Hafenbetreiber angemeldet werden.